# Most Wymiany
Most Wymiany (fr. Pont au Change) – most na Sekwanie w Paryżu, łączący wyspę Cité z prawym brzegiem rzeki (Le Quartier Châtelet – Les Halles), rozciągający się między I a IV okręgiem (arrondissement) paryskim.
Pierwszy most o tej nazwie zbudowano w IX wieku za rządów Karola Łysego. Jego nazwa pochodzi stąd, że niemal od początku istnienia był miejscem wymiany handlowej – mieściły się tam rozmaite stragany, a od późnego średniowiecza był zabudowany domami ich właścicieli. W XV stuleciu było ich 140.
W XVI wieku pożar w jednym z domów stał się przyczyną zniszczenia całego mostu, który odbudowano pod nazwą Mostu Ptaków lub Mostu Kupców. Sytuacja powtórzyła się na początku wieku XIX i spowodowała wydanie zakazu budowy domów na moście, a następnie całkowitego zakazu handlu na jego terenie. Nowy obiekt został wzniesiony według projektu Romany’ego i Vaudreya, i uroczyście zainaugurowany w 1860 roku Podobnie jak wszystkie obiekty wzniesione w epoce Napoleona III, ozdobiono go płaskorzeźbami z literą „N”. W obecnym kształcie jest mostem łukowym, opartym na trzech filarach, o łącznej długości 30 metrów.
Most Wymiany niejednokrotnie bywał wspomniany w literaturze:
- W Królowej Margot Aleksandra Dumasa znajduje się tam sekretne laboratorium, do którego po przepowiednię przychodzi Katarzyna Medycejska;
- Mieści się tam perfumeria, w której pracował bohater powieści Pachnidło Patricka Süskinda;
- W Nędznikach Wiktora Hugo inspektor policji Javert popełnia samobójstwo, rzucając się z tego mostu do Sekwany.